# Zajkowszczyzna (rejon brzostowicki)
Zajkowszczyzna (biał. Зайкаўшчына; ros. Зайковщина) – wieś na Białorusi, w obwodzie grodzieńskim, w rejonie brzostowickim, w sielsowiecie Brzostowica.
Przed II wojną światową folwark. W dwudziestoleciu międzywojennym leżał w Polsce, w województwie białostockim, w powiecie grodzieńskim, w gminie Brzostowica Wielka.
Według Powszechnego Spisu Ludności z 1921 roku zamieszkiwało tu 51 osób, 11 było wyznania rzymskokatolickiego, 36 prawosławnego a 4 mojżeszowego. Jednocześnie 14 mieszkańców zadeklarowało polską przynależność narodową, 35 białoruską a 2 żydowską. Były tu 3 budynki mieszkalne.